# Dave Hill
David John Hill, detto Dave (Holbeton, 4 aprile 1946), è un chitarrista e cantante britannico.
Dal 1966 è membro del gruppo musicale Slade, in qualità di chitarrista e seconda voce.